# Gommegnion
Le gommegnion est une variété de picard hennuyer, qui est essentiellement parlée à Gommegnies, dans le nord de la France métropolitaine.

## Situation sociolinguistique
Le parler picard de Gommegnies est perçu comme un marqueur identitaire fort, différenciant les locuteurs à l’échelle régionale. Il est caractérisé par des usages spécifiques à une aire géographique restreinte, s’étendant de Gommegnies à Valenciennes, mais s’opposant lexicalement à d’autres zones proches comme Maubeuge. Ce parler présente davantage de similitudes avec le lexique de Mons qu’avec celui d’Amiens, soulignant son ancrage dans l’espace linguistique du Hainaut : ses traits le rapprochent ainsi des variétés linguistiques de l’Avesnois et du Valenciennois qui sont intelligibles,. La communauté des locuteurs, constituée majoritairement d’anciens aujourd’hui disparus.
Caractérisé par une situation marginale au sein de l’espace picard, ce qui se reflète dans la manière dont ses locuteurs perçoivent leur identité linguistique. Ceux-ci ne se reconnaissent ni dans l’appellation « picard », ni dans le terme « ch’ti » ; il s’inscrit dans une tradition que certains auteurs, comme Hécart, désignent sous le nom de « rouchi ». Cette distinction identitaire repose sur des particularités morphologiques et phonétiques qui différencient nettement ce parler de ceux du voisinage immédiat. Par exemple, contrairement à la majorité des parlers picards, on n’y emploie pas ch’ cat pour « le chat », ni ch’l horloge, mais des formes telles que l’ cat l est dins l’horloge. De même, l’adjectif possessif « son » y est rendu par s’, et non sin, comme c’est pourtant le cas dans environ 80 % des parlers picards.
Au sein du sous-ensemble « rouchi », le parler de Gommegnies se distingue par des traits phonétiques spécifiques qui lui confèrent une originalité notable : des différences phonétiques et morphosyntaxiques permettent d’identifier aisément l’origine locale d’un locuteur. Ces distinctions ont pu parfois donner lieu à des railleries entre villages, comme entre Gommegnies et Obies, où l’usage de nin pour la négation est perçu comme moins élégant que point ou mie. De même, des variantes telles que pun à Gommegnies contre péun à Englefontaine marquent des identités locales fortes. Ces particularismes sont moins visibles dans le lexique que dans la phonologie et la morphosyntaxe, et étaient pleinement reconnus par les anciens locuteurs, comme en témoigne l’expression dialectale locale d’tévosé, bel et bé, mant caups (« quelquefois, bel et bien, souvent »).

## Étude linguistique
La variété de Gommegnies fait l’objet d’une enquête effectuée en 1964 par Claude Deparis, pour l’Atlas linguistique et ethnographique picard (désormais abrégé ALPic) : le point d’enquête y est cartographié sous le numéro 54. En 1981, Désiré Mathieu écrit une histoire de Gommegnies en « patois du XIXe siècle », reposant sur des documents d'archives.
Patrice Brasseur, dialectologue et linguiste, né à Gommegnies en 1945, ancien chercheur au Centre national de la recherche scientifique (CNRS) et professeur à l’université d’Avignon, a consacré une partie de sa carrière à l’étude du parler picard de sa commune natale. Cette recherche débute en 1969 dans le cadre de son mémoire de maîtrise et s’étend sur plusieurs décennies. Il mène une enquête approfondie dans les années 1980, recueillant quarante heures d’enregistrements, des interviews et des notes auprès de 29 informateurs, principalement des habitants âgés de Gommegnies, aujourd’hui pour la plupart décédés. Il poursuit son travail jusqu’en 2019 avec des sessions de collecte complémentaires. L’aboutissement de cette étude est un ouvrage intitulé Le Parler picard hennuyer de Gommegnies, publié aux Éditions de linguistique et de philologie. L’auteur qualifie cet ouvrage de « lexique différentiel », comprenant plus de 3 000 entrées principales accompagnées d’exemples d’usage et d’étymologies.

## Exemples lexicaux
Un « hérisson » se prononce [yʀʃo a pitʃo] (« hérisson à picots »). Cette forme présente une nasalisation inhabituelle, ce qui contraste avec la réalisation attendue de ce type lexical, généralement représentée par « irchon (à) picots ». Gommegnies est situé en-dehors en dehors des aires de palatalisation habituellement associées à ce lexème, mais y fait figure d’exception.